# Mansour Abbas
Mansour Abbas (en árabe: منصور عباس‎; en hebreo: מַנְסוּר עַבַּאס‎, nacido el 22 de abril de 1974) es un político israelí de origen palestino. Es el líder de la Lista Árabe Unida (también conocida con el acrónimo hebreo Ra'am), que obtuvo cuatro escaños en las elecciones de marzo de 2021.

## Biografía

### Vida privada y estudios
Abbas nació en la ciudad de Maghar, donde comenzó a dar sermones en la Mezquita de la Paz a la edad de 17 años. Estudió Odontología en la Universidad Hebrea de Jerusalén, donde fue elegido jefe del Comité de Estudiantes Árabes. En la universidad conoció a Abdullah Nimar Darwish, fundador del Movimiento Islámico. También estudió un máster en Ciencias Políticas en la Universidad de Haifa.
Abbas está casado y tiene tres hijos. Vive en Maghar y es dentista titulado. Además de árabe, habla hebreo e inglés.

### Carrera política
En 2007, Abbas fue elegido Secretario General de la Lista Árabe Uniday tres años después, en 2010, Vicepresidente de la rama sur del Movimiento Islámico. Como tal, fue el encargado de redactar los estatutos del partido, que hacen especial énfasis en la wasatiyyah, la moderación en el Islam. Estos estatutos, actualizados en 2018 y revisados en 2019 bajo el liderazgo del propio Abbas, defienden el derecho de retorno de los refugiados palestinos; afirma que el partido no puede ofrecer su lealtad hacia el Estado de Israel, del que dice que nació del "proyecto racista de ocupación sionista"; defiende la solución de dos Estados para el conflicto palestino-israelí o, en su defecto, la solución de un solo Estado binacional en el que tanto judíos como palestinos tengan plenos derechos. El Movimiento Islámico se creó en 1971 a imagen y semejanza de los Hermanos Musulmanes egipcios.
La Lista Árabe Unida se unió a Balad para concurrir a las elecciones parlamentarias de abril de 2019, en las que Abbas fue cabeza de lista. Dado que su alianza electoral obtuvo cuatro escaños en estas elecciones, Abbas logró entrar como parlamentario en el Knéset (parlamento israelí).
Unas declaraciones de Abbas causaron una importante polémica cuando habló a favor de una terapia de reorientación sexual de los jóvenes LGBTQ+ en una entrevista con Walla News. De hecho, su partido votó en contra de una ley que proponía la prohibición de dichas terapias, mientras que el resto de los partidos de origen palestino votaron a favor. Otros miembros de la Lista Conjunta, el partido predominante de la minoría israelí de origen palestino, condenaron sus declaraciones, a la vez que Mansour condenaba una legislación que, en su opinión, promovía la homosexualidad en la sociedad israelí.
Abbas siguió causando división interna en su partido con sus aparentes intentos de mejorar los lazos con el primer ministro israelí Benjamin Netanyahu y con su partido derechista Likud. En una entrevista concedida al Canal 20, de orientación derechista y pro-Netanyahu, defendió trabajar con partidos sionistas para conseguir los fondos y las reformas necesarias para la sociedad israelí de origen palestino.
Abbas condenó, junto con el resto de la Lista Conjunta, la firma del acuerdo de normalización de las relaciones entre Emiratos Árabes Unidos e Israel y del subsiguiente acuerdo con Baréin. Explicó que su voto era una forma de protesta contra la falta de un tratado de paz con los palestinos, y añadió que "cuando haya un acuerdo real con los palestinos, habrá acuerdos reales con 55 países musulmanes. Pero lo que de verdad importa es que somos israelíes, y se supone que nuestras acciones no se tienen que ver influidas por el hecho de que haya o no haya paz con Baréin."
El 28 de enero de 2021, el Knéset formalizó la ruptura de la Lista Árabe Unida de Abbas con su anterior alianza electoral, la Lista Conjunta, para las elecciones anticipadas del 23 de marzo de 2021. Cuando Abbas decidió romper con el resto de la Lista Conjunta no estaba muy claro si su partido sería capaz de sobrepasar el umbral electoral, que requiere que cualquier partido obtenga como mínimo el 3,25 % de los votos para obtener representación parlamentaria. Finalmente, la Lista Árabe Unida obtuvo cuatro escaños en el Knéset y Mansour Abbas se colocó en una posición de fuerza, en la que podría decidir al futuro primer ministro de Israel.
Según el reglamento interno de su partido, Mansour Abbas no era elegible como candidato para las elecciones de 2021, dado que su partido ha establecido que ninguno de sus miembros pueda servir más de 3 legislaturas en el Knéset. La inusual situación electoral de Israel, que entre 2019 y 2021 ha tenido cuatro elecciones generales, ha hecho que Abbas haya servido sus tres legislaturas en tan solo 19 meses. El propio Abbas ha declarado: “si no se cambia su reglamento interno, tengo que respetar las instituciones de Ra'am incluso aunque, cuando se hicieron las normas, nadie habría anticipado que pudiera haber cuatro elecciones en dos años.”